# Паундер, Шерил
Ше́рил Па́ундер (англ. Cheryl Pounder; род. 21 июня 1976, Монреаль, Квебек) — канадская хоккеистка и тренер, олимпийская чемпионка 2006 года, шестикратная чемпионка мира.

## Биография
Шерил окончила «St. Martin Secondary School».
Профессиональная хоккейная карьера Шерил длилась 12 лет — в 1994—2006 года. За это время Паундер взяла «золото» на двух олимпиадах — в2002 году в Солт-Лейк-Сити (США) и в 2006 году в Турине (Италия).
Шерил замужем за Майком О'Тулом. У супругов есть две дочери: Джейми (род. 25.01.2008) и Лоурен (род. 2010). Племянница Шерил — канадская хоккеистка Райен Макгилл.